# Valdelacalzada
Valdelacalzada – gmina w Hiszpanii, w prowincji Badajoz, w Estramadurze, o powierzchni 31,79 km². W 2011 roku gmina liczyła 2871 mieszkańców.